# Dølen
Dølen (Talbewohner) war eine jeden Sonntag, aber sehr unregelmäßig, erscheinende norwegische Wochenzeitschrift, die von 1858 bis 1870 von Aasmund Olavsson Vinje geschrieben und herausgegeben wurde. Diese Zeitschrift war die erste, die in der von Ivar Aasen geschaffenen Sprache Landsmål, heute Nynorsk genannt, verfasst wurde. Daher hieß ihr Untertitel auch Eit Vikublad (und nicht En Ukeblad wie im Bokmål).
Bemerkenswert an Dølen war die Vielfalt der behandelten Themen: Politik (auch ausländische), Kunst, Literatur, Buchbesprechungen, Reiseberichte, philosophische Essays und praktische Ratschläge. Viele Gedichte, Geschichten und Parodien Vinjes wurden zuerst in der Zeitschrift veröffentlicht. Sein Schreibstil war sehr persönlich und eher undiplomatisch. Im Laufe der Jahre wurde Dølen zu einer eigenständigen Person, die ihre Worte an die Leser richtet. Nicht nur der Autor identifizierte sich mit seinem Alter Ego, er wurde auch von seinen Zeitgenossen als Dølen angesprochen.
Vinje/Dølen verstarb am 30. Juli 1870. Sechs Tage zuvor erschien Dølen. Eit Vikublad zum letzten Mal.

## Ein Wochenblatt

### Ziel
In Dølens fyrste Ord, dem ersten Artikel der ersten Ausgabe von Dølen, stellte A. O. Vinje sein Programm vor: „Dølen war lange Zeit ein in Ungnade gefallener Mann; aber Gott sei Dank ist diese Zeit fast vorbei, und er wagt sich jetzt in Stadt und Land hinaus. Er würde gerne mit den Leuten über dies und das reden, was ihm auf dem Herzen liegt, aber er weiß nicht so recht, wie er reden soll. Wahrscheinlich könnte er dänisch sprechen, das ist es nicht; aber er wäre lieber Norweger, so wie er geboren ist. Aber er traut sich nicht, ganz norwegisch zu sein, weil ihn viele Leute nicht verstehen würden. Das norwegische Volk wird von den Dänen in den Mund genommen. […] Wenn er gut norwegisch spricht, versteht ihn nicht jeder, und wenn er verstanden wird und so Gehör findet, wird er über allen stehen. Wenn er Dänisch spricht, versteht ihn auch nicht jeder, und das sind die Menschen, die es am nötigsten haben, sich zu bilden. Es ist eine Schande für einen norwegischen Mann, Dänisch zu sprechen.“
Die Zeitschrift sollte das von Ivar Aasen durch Rückgriff auf das Altnordische und auf west- und zentralnorwegische Dialekte geschaffene Landsmål als Sprache etablieren, in der Aufklärung stattfindet, die auch den „gemeinen Mann“ erreicht. „Der Name Dølen bedeutet ‚der Mann aus dem Tal‘ und deutet auf eine nicht näher spezifizierte, aber nicht städtische geografische Herkunft hin. Dølen ist somit eine Verkörperung der Sprachpolitik, eine Erinnerung daran, dass die Wurzeln und die Loyalität im Kulturkampf beim Bauern liegen.“

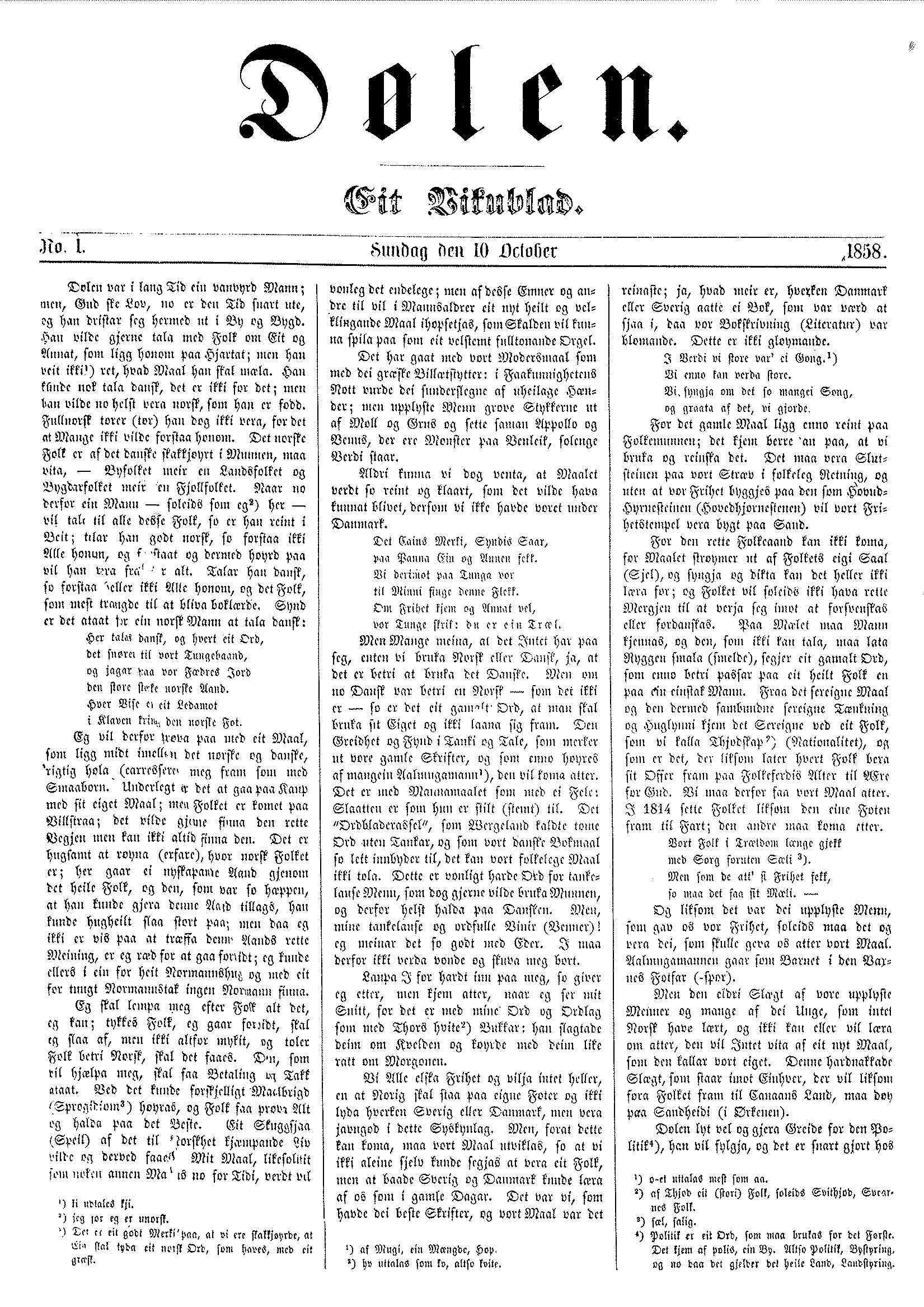
Dølen. Eit Vikublad. Erste Ausgabe vom 10. Oktober 1858.

Aasens und Vinjes Ideal war rückwärtsgewandt; das vorbildliche Altnordische war in den Dialekten erhalten geblieben, aber durch den Einfluss des Dänischen und des Deutschen verdorben worden. Trotzdem „sind es eine pragmatische und innovative Sprachpraxis und ein gelegentlich aufgeregter Optimismus für die Zukunft, die Dølen prägen.“ A. O. Vinje „legte den Grundstein für eine neue norwegische Essaytradition und war wichtig für die Entwicklung eines neuen norwegischen Prosastils.“
1858 war Vinje einer der ersten nach Ivar Aasen selbst, der Landsmål verwendete, und der erste im Journalismus überhaupt. Außerdem war er der erste Autor, der mehr Texte in Landsmål als in Dänisch (Riksmål) publizierte, nämlich ungefähr 4500 bis 5000 Seiten (normaler Größe). Vergleichsweise schrieb er für Drammens Tidende mehr als 1500 Seiten auf Dänisch. Aasen dagegen veröffentlichte zeitlebens mehr Texte auf Dänisch als in Landsmål, und vor 1858 nur etwa 360 Seiten in Landsmål.

### Umsetzung
„Vinje erhielt offenbar Schreibhilfe von Ivar Aasen und einer Reihe jüngerer Autoren wie Hans Ross, aber damals gab es nur wenige Landsmål-Kundige, und Vinje musste die Zeitschrift oft allein füllen.“S. 108. Manchmal half Aasen beim Korrekturlesen oder Ross beim Redigieren. Beiträge kamen gelegentlich auch von Henrik Krohn und Kristofer Janson. In Dølen erschienen in Übersetzung Nachrichten aus ausländischen Zeitungen wie The Times oder Aftonbladet.
Vinje war, wie schon aus Dølens fyrste Ord hervorgeht, über die anzuwendende Schreibweise im Zweifel. Er befolgte Aasens Regelwerk nicht in voller Strenge, da er fürchtete, „dass das norwegische Volk, das von den Dänen so erschüttert war, ihn meiden würde, wenn er sofort ganz norwegisch wäre, und verstanden und somit gehört werden (forstaat og dermed høhört paa) ist das, was er vor allem möchte.“S. 108
Er verwendete seine eigene Variante von Landsmål, die später spöttisch-respektvoll Dølemaal genannt wurde. Aus der norwegischen Umgangssprache (vor allem von Telemark und Austland) entnimmt er „Wörter und Formen, die offenbar in vielen Dörfern verwendet wurden, die aber nicht als gutes Norwegisch gelten können. […] Er ist kein Purist, und er ist unbeständig, wenn es um die Rechtschreibung geht; aber allmählich wird sein Ziel reiner und fester in der Form, während sein Stil lebendig, unverwechselbar und bunt ist.“S. 109
Der Däne K. V. Hammer urteilte 1917 über Dølen: „Der Inhalt dieser eigentümlichen Zeitung spiegelt die Persönlichkeit Vinjes als Sprachlehrer, Politiker und Dichter in all ihren wechselnden Ausprägungen wider. […] Die Zeitschrift ist als Quelle für die Literatur- und Sprachgeschichte von unschätzbarem Wert, aber natürlich gehört sie zu den bibliografischen Raritäten.“

### Erscheinen

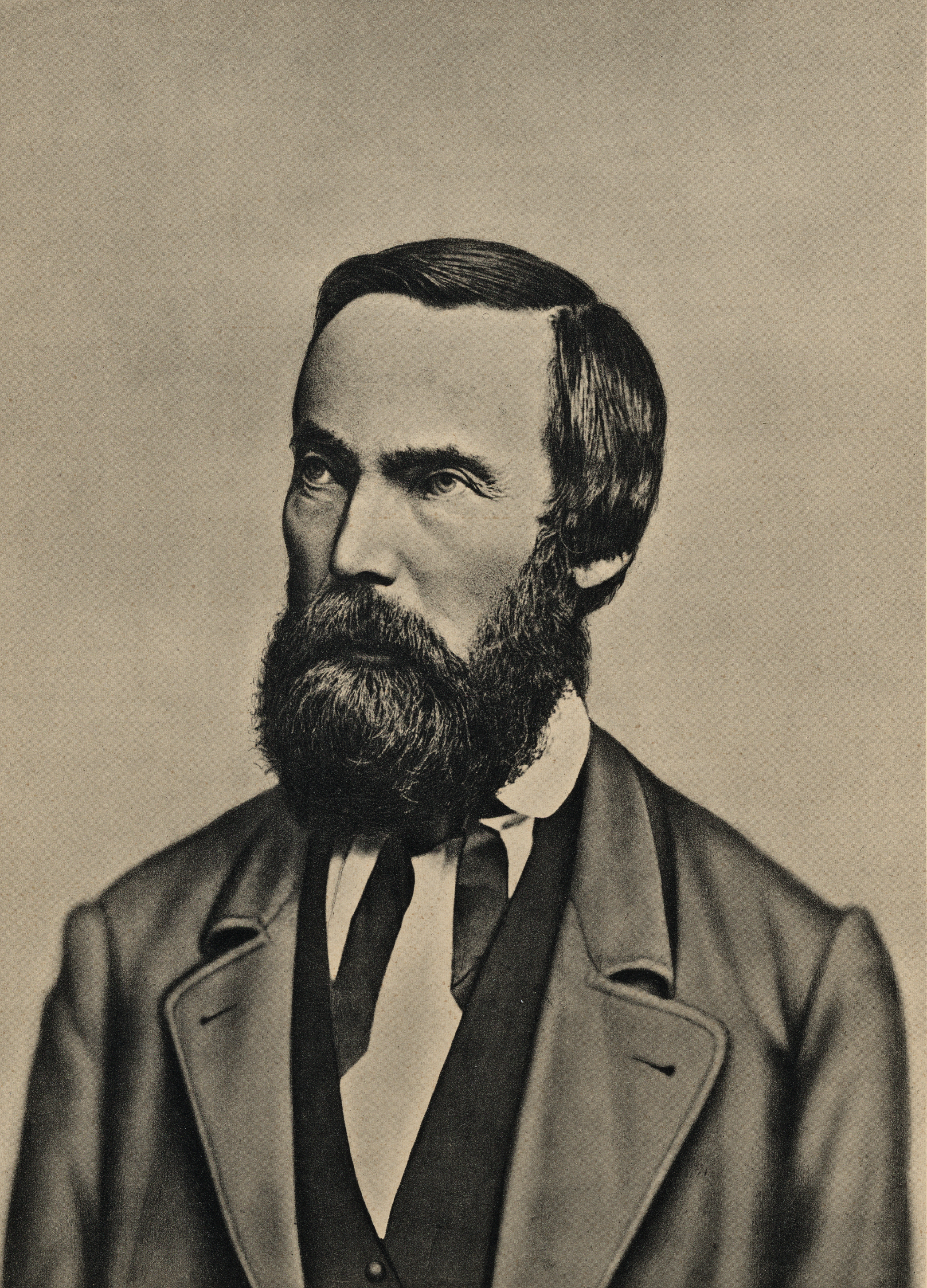
Aasmund Olavsson Vinje (1818–1870), nach einer Fotografie von 1867

Jede Ausgabe von Dølen umfasste vier mittelgroße Seiten mit jeweils drei Spalten Text. „Sie erscheint in der Regel sonntags – wenn sie denn erscheint. ‚Dølen‘ ist wahrscheinlich die ‚unregelmäßigste‘ aller Wochenzeitungen.“S. IV
In den knapp zwölf Jahren ihres Geschehens kam das Blatt nur auf acht Jahrgänge und nur drei davon umfassten so viele Nummern, wie es Wochen im Jahr gibt. Der erste Jahrgang war der einzige, in dem ohne Unterbrechung wöchentlich eine Ausgabe erschien. Insgesamt erschienen 293 Ausgaben, darunter einige Doppelnummern. Die meisten der mehr als 600 Abonnenten lebten in Städten.
| Jg. | Von              | Bis              | Nummern | Geänderter Titel                 |
| --- | ---------------- | ---------------- | ------- | -------------------------------- |
| 1.  | 10. Oktober 1858 | 16. Oktober 1859 | 52      |                                  |
| 2.  | 23. Oktober 1859 | 9. Dezember 1860 | 34      |                                  |
| 3.  | 30. März 1862    | 13. März 1864    | 25      |                                  |
| 4.  | 1. Oktober 1865  | 7. Oktober 1866  | 52      |                                  |
| 5.  | 10. März 1867    | 29. Oktober 1867 | 26      | Vort Land. Dølens femte Aargang. |
| 6.  | 2. Februar 1868  | 28. März 1869    | 52      |                                  |
| 7.  | 4. April 1869    | 24. Oktober 1869 | 30      |                                  |
| 8.  | 2. Januar 1870   | 24. Juli 1870    | 22      |                                  |

- 1861, als Dølen nicht erschien, gab Vinje als Entschädigung für seine Leser den Reisebericht Ferdaminni fraa Sumaren 1860 heraus.
- Während des 5. Jahrgangs erschien die Zeitschrift mit dem Titel Vort Land und dem Untertitel Dølens femte Aargang.

A. O. Vinje machte bald die Erfahrung, „dass Dølen ihm nicht genug zum Leben gab.“ Schon in den ersten beiden Jahren, als er noch Einkünfte als Assistent bei Rechtsanwalt J. C. Lous und als Kristiania-Korrespondent für Drammens Tidende bezog, verlor er mit der Zeitschrift mehrere hundert Taler. Freunde wie Knud Knudsen und Ingenieur Klingenberg unterstützten ihn finanziell, aber es gelang ihm nicht immer, das Geld für die Druckerei aufzubringen. „Dølen war wie ein Komet und so wechselhaft wie ein Osterwochenende, und das auch aus anderen Gründen. Wenn er krank wurde oder in den Bergen Urlaub machte, nahm Dølen eine Auszeit.“S. 108

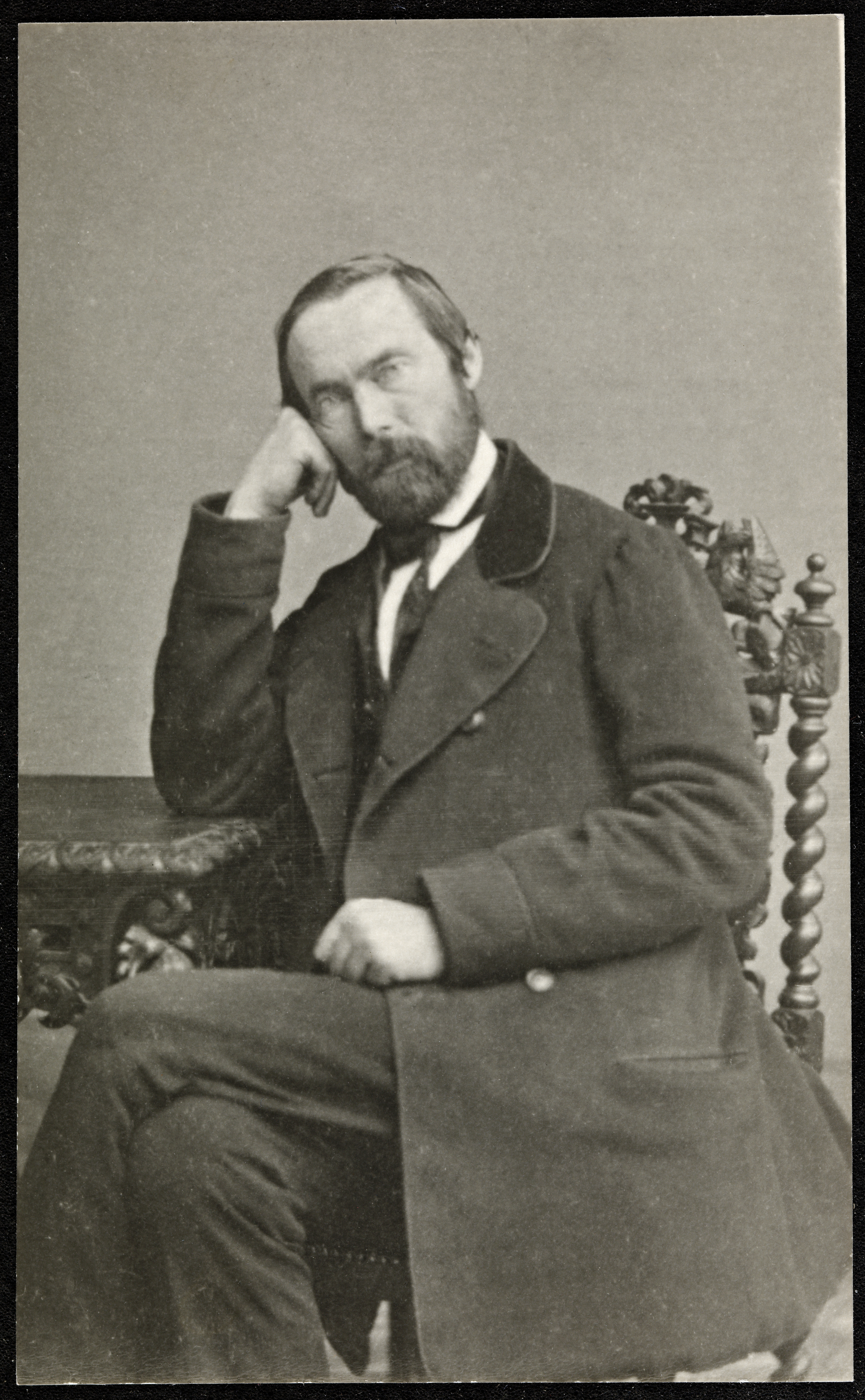
A. O. Vinje

Dass sich Vinje (und mit ihm Dølen) jeden Sommer einige Wochen frei nehmen, „ist eine Unregelmäßigkeit, die kaum der Rede wert ist, es ist eher eine Regelmäßigkeit.“S. IV Die Leser werden verlässlich davon in Kenntnis gesetzt: „Dølen muss wieder einmal eine Bergtour in der üblichen Weise machen, und da er in seiner Stadt niemanden findet, der sich um die Zeitschrift kümmert, muss er wandern. Das ist sowohl für den Leser als auch für das Magazin schlecht, aber es ist ratsam.“ (Dølen am 26. Juli 1868, zitiert inS. V)
Im Juni 1870, nach acht Wochen ohne Ausgabe, schreibt Dølen: „Dølens Leser wurden im Ungewissen gelassen. Und das liegt daran, dass Dølen ein Mensch ist und nicht irgendeine dumme Zeitschrift, die immer Leute zum Füllen hat, so dass sie tage- und stundenweise erscheinen kann. Aber der Dølen, das arme Ding, ist es wert, krank zu sein, wie diese alten Frauen; und so geht er manchmal in Urlaub oder wird krank, und so steht die Mühle still. Es ist schlimm, das ist es, aber sowohl ich als auch der Leser müssen sich darin wiederfinden, und das kann man nicht ändern. Ich stehe in der Schuld des Lesers der letztjährigen Ausgabe, und er wird sie bald erhalten. Er hätte sie schon längst erhalten müssen. Er wird auch eine Beilage für die diesjährige Ausgabe bekommen, und vielleicht werde ich das alles in einem Buch zusammenfassen. Ich werde es so gut zusammenstellen, wie ich kann, und so erwarte ich, dass der Leser es mit mir aushält; denn es gibt keinen Gedanken der Anmaßung in meinem Verhalten. Ich lebe hier, wie ich kann, und nicht, wie ich will; denn ich möchte lieber, wie andere Zeitschriften, jederzeit herauskommen. Derjenige, der durch all diese Absagen am meisten verliert, bin, wie es sich gehört, ich selbst.“ (Dølen am 12. Juni 1870, zitiert inS. VII) Nach sechs weiteren Ausgaben starb Aasmund Olavsson Vinje.
| Ab          | Drucker           |
| ----------- | ----------------- |
| Nr. 1, 1858 | Bergh & Ellefsen  |
| Nr. 1, 1867 | H. E. Larsen      |
| Nr. 1, 1868 | I. Chr. Gundersen |
| Nr. 5, 1868 | H. E. Larsen      |

### Inhalt

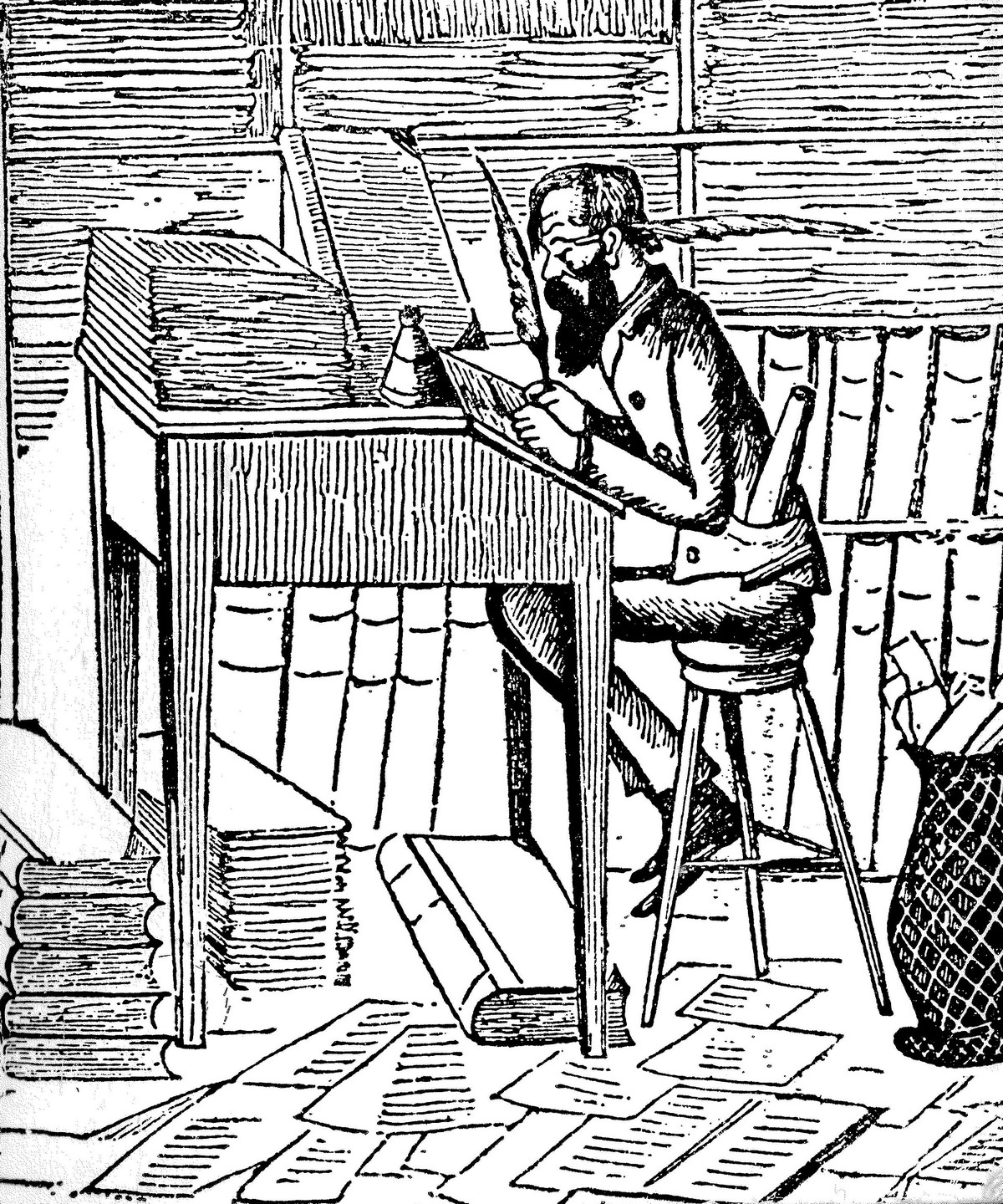
Vinje, der Zeitungsmann; Karikatur in Vikingen, 1865.

A. O. Vinje schrieb in Dølen „frei und ungezwungen“ über eine Vielzahl von Themen, aktuelle politische Ereignisse im In- und Ausland, soziale Probleme, kulturelle Veranstaltungen von Jahrmärkten bis zu Theateraufführungen, die von ihm unternommenen Reisen durch Norwegen (aber auch nach London und Schottland), neu erschienene Bücher und philosophische Ideen. Eingestreut sind eigene (gelegentlich auch fremde) Gedichte, Erzählungen und Satiren.
„Vinje war sowohl mit der bäuerlichen als auch mit der Beamtenkultur bestens vertraut und würzte seine Artikel mit Vergleichen aus dem Tierleben, guten Geschichten und gelehrten Verweisen auf Philosophen. […] In seiner Publizistik mischten sich das Hohe und das Niedrige, und sein Stil war ironisch und von Sachlichkeit geprägt, wobei er Scherz mit Ernsthaftigkeit verband. Dies führte dazu, dass Vinje von vielen Menschen als spöttisch und zynisch wahrgenommen wurde, aber gleichzeitig wurde er als lesenswerter Journalist verehrt und respektiert, der politische Trends und wichtige zeitgenössische Themen aufgriff.“
In Dølen konnte A. O. Vinje „ganz er selbst sein, sowohl an den richtigen als auch an den falschen Stellen, und er nutzte jede Gelegenheit, um sich Feinde zu machen“. Hier erschien 1859 „eine der schärfsten Kritiken der norwegischen Literaturgeschichte“, als Vinje Bjørnstjerne Bjørnsons Bauernmärchen Arne rezensierte, indem er die von Bjørnsons ernst gemeinte sentimentale Geschichte absichtlich als Parodie des bäuerlichen Lebens und idyllischer Romane missverstand – und ausführlich lobte.
Im Winter 1868 verlor Vinje seine Stelle als Kopist im Justizministerium, die ihm seit 1865 ein sicheres Einkommen verschafft hatte. Er hatte in der Kolumne Vaar Politik (Unsere Politik) die Unionspolitik der Regierung kritisiert und wurde daraufhin von Minister Hans G. Meldahl entlassen. „Fünfzig Jahre nach der Verabschiedung der Verfassung von 1814 war die Rede- und Meinungsfreiheit noch immer ein fragiles Gebilde.“
Die Großstadtpresse fühlte sich durch den Gebrauch des Landsmål provoziert. Im Morgenbladet warf Professor Marcus Jacob Monrad der Zeitung vor, eine hässliche und falsche Bastardsprache zu schreiben. Aftenbladet und Christiania-Posten äußerten sich ebenfalls ablehnend, während Illustreret Nyhedsblad unparteiisch war und sogar Artikel von Ivar Aasen veröffentlichte.S. 110

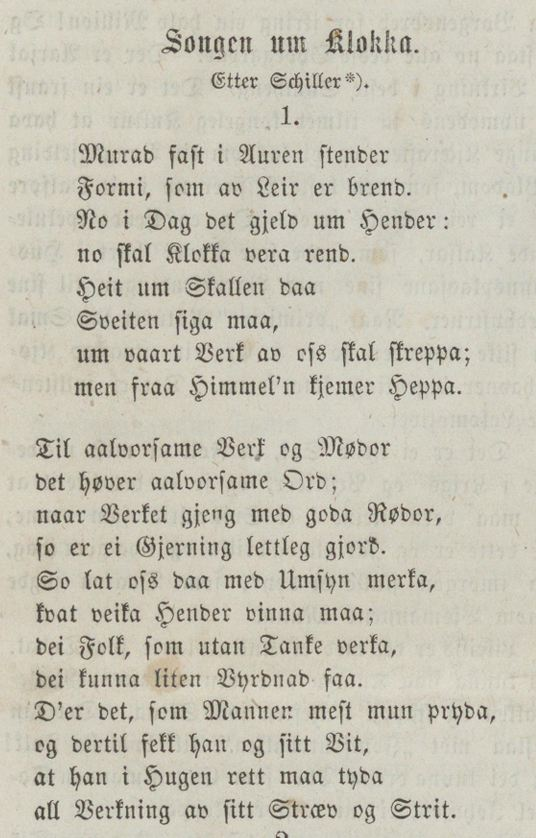
Schillers Lied von der Glocke, übersetzt von Ivar Aasen, erschien in Dølen am 19. Juni 1870

Monrad hatte übrigens auch vorhergesagt, dass Dølen mehr Leser unter denjenigen finden würde, die Bokmål beherrschen, als unter den Bauern. Tatsächlich wohnten die meisten Abonnenten der Zeitschrift in den Städten. Vinje stimmte dem zu: „Der Bauer hat sich daran gewöhnt, Bokmål zu lesen, aber er wird es nie beherrschen können. Er folgt dem Beispiel der Aufgeklärtesten.“ Aber Vinje hoffte, den Bauer überzeugen zu können: „Wenn er von meiner Sprache nur halb so begeistert ist wie von Bokmål, wird er sie doppelt so leicht lesen.“ (zitiert inS. 111)
Chr. Brinchmann präsentierte 1900 dem internationalen Publikum A. O. Vinje als „a fellow-student of Ibsen and Bjørnson, a born lyric poet of Heine’s type, and a brilliantly intellectual and versatile conversationalist.“ Sein Merkmal war der persönliche Blickwinkel und das Schreiben gegen den Strich und die etablierten, aber überholten Wahrheiten. Dølen, ein Original in der norwegischen Presse, steht in der Tradition von The Spectator, der satirischen Zeitung von Richard Steele und Joseph Addison von 1711. Beide sind nicht nur Zeitschriften, sondern Zuschauer, die „mit einem schrägen Blick auf die Gesellschaft umherwandern.“ Der Journalist ist auch Belletrist, Fiktion und Fakten vermischen sich innig.

## Ausgaben

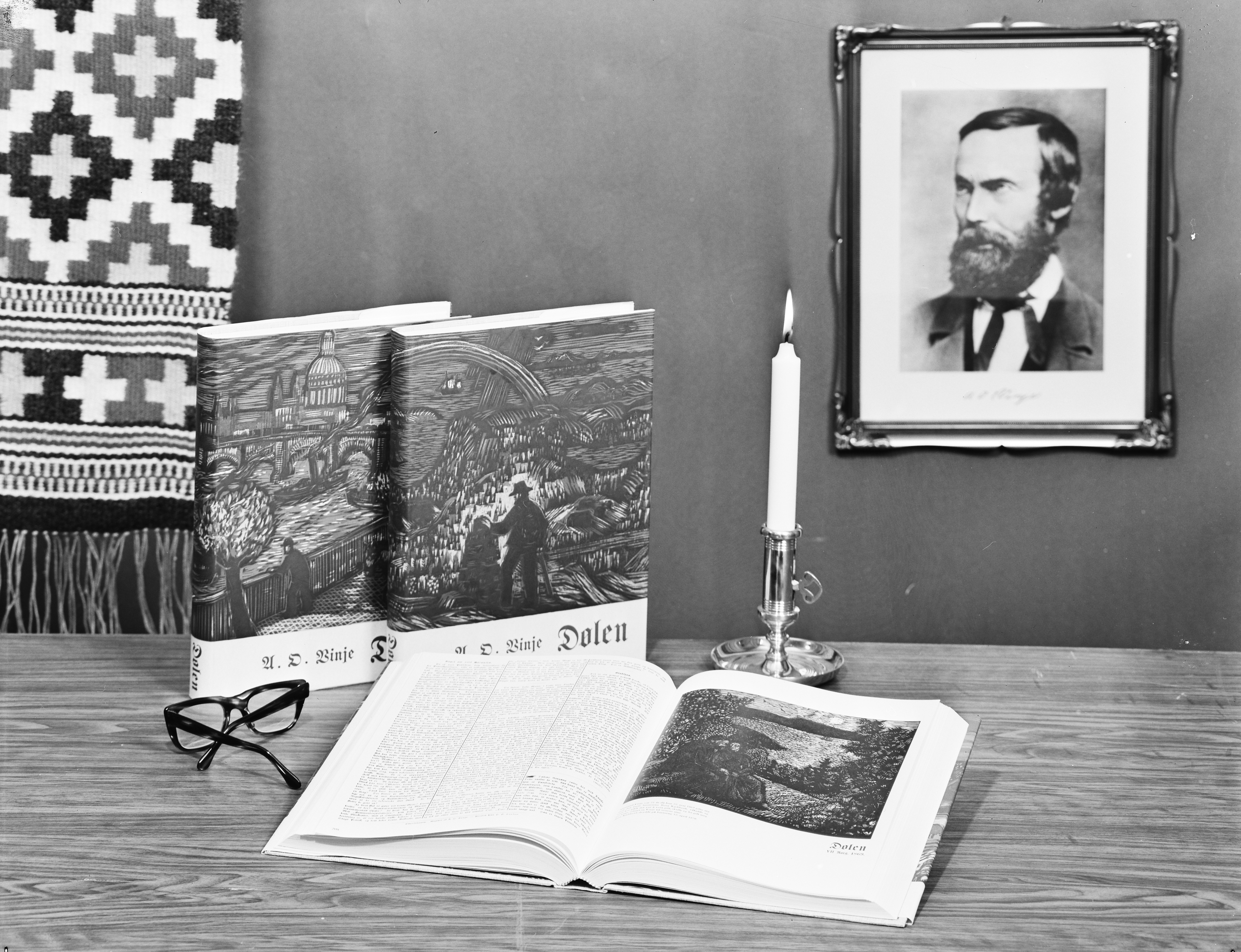
Tableau für Aasmund Olavsson Vinje: Dølen, Porträt, Kerzenständer, Kerze, Tuch

- Dølen. Suche in Nasjonalbiblioteket Stand 13. April 2025 103 frei zugängliche Treffer (Ausgaben 1868 bis 1870)
- A. O. Vinje: A.O. Vinjes skrifter i Utval. 1ste Bandet. Ymist or „Dølen“. Samlaget, Kristiania 1883. (Vorwort von H. A. Halvorsen. Enthält ausgewählte Artikel aus Dølen.) (Digitale Version).
- A.O. Vinje: Skrifter i Samling. 5 Bände. Cappelen, Kristiania 1917. Davon:
  - Band 1: Bladstykke i Morgenbladet, Andhrimner, Drammens tidende, Den Norske tilskuer, Christiania-posten, Illustreret nyhedsblad og Dølen.
  - Band 2: Bladstykke i Dølen II–VIII.
- A.O. Vinje: Dølen. Eit Vikublad. 1858–1870. (Vollständige Faksimileausgabe von Reidar Djupedal mit Holzschnitten von Terje Grøsta in 4 Bänden.) Noregs Boklag, Oslo 1970–1973.
  - Band 1: Jahrgang 1–2 (1858–1860). 1970.
  - Band 2: Jahrgang 3–5 (1862–1867). 1971.
  - Band 3: Jahrgang 6–8 (1868–1870). 1972.
  - Band 4: Beilage 1860–1861: Ferdaminni fraa Sumaren 1860. Gesamtregister für Band 1–4. 1973